# Cláudia Thomé Witte

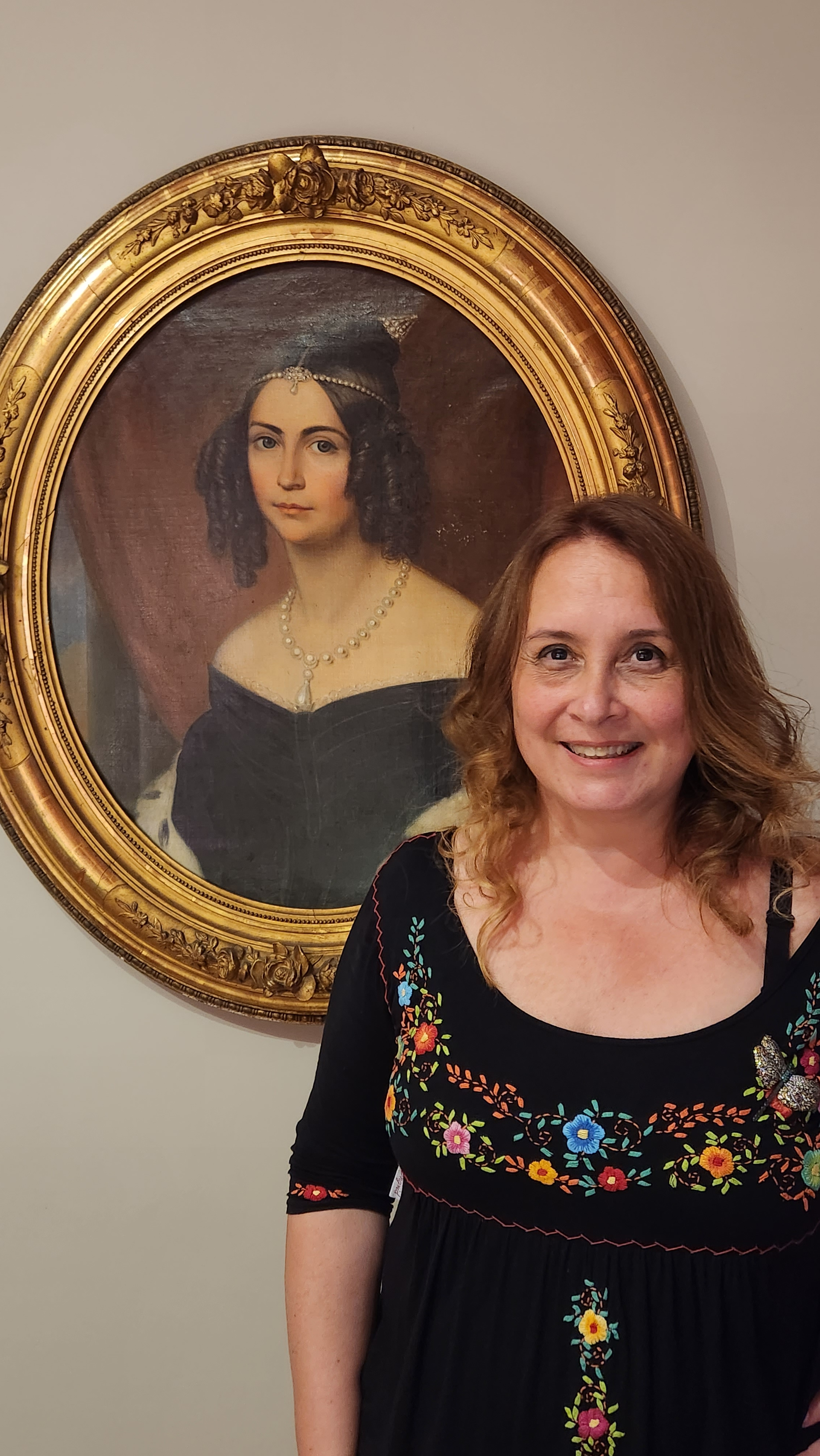
Cláudia Thomé Witte e a imperatriz D. Amélia

Cláudia Thomé Witte é uma escritora e pesquisadora histórica luso-brasileira.
É licenciada em Administração de Empresas pela Fundação Getúlio Vargas de São Paulo. Lecionou, durante anos, aulas de alemão.
Pesquisa, de forma independente, desde 2003, o período do primeiro reinado brasileiro, com ênfase em personagens femininas da realeza. Em 2007 foi entrevistada por Jô Soares em seu programa na TV Globo onde falou sobre os seus estudos a respeito da Imperatriz Amélia de Leuchtenberg, segunda imperatriz do Brasil.
Cláudia já pesquisou, colaborou e deu consultoria a diversas instituições nacionais e internacionais, como a Fundação Maria Luísa e Oscar Americano e o Museu Imperial, no Brasil, Palácio Nacional da Ajuda, Palácio Nacional de Queluz e a Fundação da Casa de Bragança, em Portugal, Österreichische Nationalbibliothek, na Áustria, Bayerische Hauptstaatsarchiv na Alemanha, além de instituições ligadas a Casa Real da Suécia.
Em 2012, devido aos seus estudos a respeito da imperatriz D. Amélia, atuou como consultora da arqueóloga Valdirene do Carmo Ambiel, que estudou os remanescentes humanos dos primeiros imperadores do Brasil, sepultados na Cripta Imperial do Monumento à Independência, em São Paulo.
Foi também responsável pela redescoberta do arquivo de Paulo Martins de Almeida (1807-1874), o Visconde de Almeida, que se encontrava, até 2021, na posse de seus descendentes, em Munique, Alemanha. Ela realizou a intermediação para o depósito dos documentos na Biblioteca do Palácio Nacional da Ajuda, em Lisboa. Dentre a documentação do acervo, destaca-se a redescoberta do laudo da morte de D. Pedro I, utilizado na reedição da obra D. Pedro, a história não contada, de Paulo Rezzutti, biógrafo do Imperador.
É membra do Freundeskreis Leuchtenberg, do Círculo Leuchtenberg, e do Instituto Histórico de Petrópolis.

## Publicações
Livros:
- D. Maria da Glória, uma princesa brasileira no trono de Portugal (2019), pela Fundação Casa de Bragança, em Portugal.[16][17]
- Amélie von Leuchtenberg: Ihre Lebensgeschichte als Prinzessin von Leuchtenberg und Kaiserin von Brasilien (2021), publicada na Alemanha pelo Freundeskreis Leuchtenberg.[14]
- D. Amélia - A história não contada: A neta de Napoleão que se tornou imperatriz do Brasil (2023), pela editora Leya.[18]
- Sissi e o último brilho de uma dinastia: uma breve história não contada dos habsburgos (2022), escrito conjuntamente a Paulo Rezzutti, publicado pela editora Leya.[19]

Artigos e capítulos:
- Frühbeck e a redescoberta do Brasil. In: REZZUTTI, Paulo. D. Leopoldina - a história não contada. São Paulo: LeYa, 2017.[20]
- Dom Pedro I; D. Pedro II. In O Brasil como Império. São Paulo: Cia Editora Nacional, 2009.[21]
- Amélia, uma imperatriz desconhecida. In: Anuário do Museu Imperial, 2022.[22]
- Outro lado da Ordem da Rosa: o quadro de colagens presentes de D. Pedro I para D. Amélia de Leuchtenberg. In: Anuário do Museu Imperial, 2023.[23]

## Premiações
- Prêmio da Academia Portuguesa da História Dr João Lobo, concedido pela Santa Casa da Misericórdia de Braga Premiação da Academia Portuguesa da História 2024